# المنظمة العربية لتكنولوجيات الاتصال والمعلومات
تعد المنظمة العربية لتكنولوجيات الاتصال والمعلومات منظمة حكومية عربية تعمل تحت مظلة جامعة الدول العربية.

## التأسيس
تم تأسيس المنظمة بإرادة من الدول العربية التي اتفقت على أن يكون مقرها في مدينة تونس، عاصمة الجمهورية التونسية. ويجوز فتح فروع لها في الدول العربية، وذلك في القرار رقم 214 لمجلس جامعة الدول العربية على مستوى القمة في دورته العادية (13) عمـان ( المملكة الأردنية الهاشمية ) فـي 27 و28 مارس 2001.

## الدول الأعضاء
كافة الدول العربية وجمهورية جزر القمر

## الموقع الرسمي
تم تصميم الموقع الرسمي بثلاثة لغات www.aicto.org

## وصلات خارجية
- الهيكل التنظيمي
- باللغة العربية